# قلعه آکاشی
قلعه آکاشی 明石城، یک قلعهٔ ژاپنی در آکاشی، هیوگو در استان هیوگو ژاپن بود.